# 인플렉션 AI
인플렉션 AI(Inflection AI, Inc.)는 2022년에 설립된 미국의 기술 기업으로, 기계 학습 및 생성형 인공지능 하드웨어와 앱을 개발했다. 이 회사는 공익법인으로 조직되었으며 팰로앨토에 본사를 두고 있다.

## 역사
이 회사는 2022년에 기업가 리드 호프만, 무스타파 술레이만, 카렌 시몬얀이 설립했다. 이 회사는 엔비디아와 협력하여 생성형 인공지능을 위한 하드웨어를 개발했다.
2023년 6월, 이 회사는 40억 달러의 가치로 13억 달러를 유치했다.
2024년 3월, 술레이만과 시몬얀은 마이크로소프트 AI를 시작하기 위해 회사에서 떠난다고 발표했고, 마이크로소프트는 약 70명의 직원 거의 전부를 인수 및 고용했다. 이 계약의 일환으로 마이크로소프트는 인플렉션에 기술 라이선스 명목으로 6억 5천만 달러를 지불했다. 이 수익은 인플렉션 AI의 투자자들에게 상환하는 데 사용되었다. 영국의 경쟁시장청은 이 계약이 경쟁에 미칠 영향과 합병에 해당하는지 여부를 조사하기 위한 예비 조사를 시작했다. 규제 당국은 이 거래가 "합병 상황"에 해당하지만, 영국 소비자 시장에서 인플렉션의 작은 점유율 때문에 경쟁에 위협을 가하지 않는다고 결론내렸다.

## 제품
인플렉션 AI가 광범위하게 출시한 첫 번째 제품은 "개인 지능"을 뜻하는 이름인 Pi라는 챗봇으로, 인공지능 기반 개인 비서로 기능하도록 고안되었다. 회사가 Pi 제품에 대해 제시한 사용자 경험 목표 중에는 인간 사용자에게 정서적 지지 경험을 제공하는 것이 있는데, 챗봇이 친절함, 민감한 주제에 대한 외교적인 어조, 그리고 해학적 요소를 포함하는 상호작용적인 텍스트 또는 음성 기반 대화를 인간 사용자와 유지할 수 있어야 한다. Pi 챗봇과 오픈AI가 만든 챗봇인 챗GPT 사이에는 비교와 대조가 이루어졌다.